# Robert Ian Moore
Robert Ian Moore (Enniskillen, 8 mei 1941 – Newcastle upon Tyne, 5 februari 2025) was een Britse historicus gespecialiseerd in ketterij in de middeleeuwse geschiedenis en wereldgeschiedenis. Hij is emeritus hoogleraar van de Universiteit van Newcastle upon Tyne.

## Jeugd, opleiding en carrière
Moore werd geboren in Enniskillen in Noord-Ierland als de zoon van een ambtenaar, de eerste in de boerenfamilie die naar de universiteit ging, en zijn moeder was de dochter van een linnengarenfabrikant. Het gezin was aangesloten bij de Non-Subscribing Presbyterian Church of Ireland. Deze liberale unitarische stroming vereist geen belijdenis van religieuze doctrines als de leer van de goddelijke drie-eenheid en de goddelijke natuur van Jezus en erkent geen enkel religieus gezag. Toen hij elf was, begon hij aan de Royal Belfast Academical Institution, waar hij dezelfde liberale en seculaire traditie vond. Ondanks zijn religieuze opvoeding had het hem nooit waarschijnlijk geleken dat er een God was en dat deze een zoon had die aan een specifieke groep was verschenen. Opgroeiend in Noord-Ierland was hem het belang van religieuze affiliatie echter zeer duidelijk. Het deed hem ook stromingen als marxisme, nationalisme en populisme wantrouwen.
Moore studeerde daarna aan het Merton College van de Universiteit van Oxford bij Vivian Hunter Galbraith en Ralph Henry Carless Davis.:294-296, 317 in 1962 haalde hij daar zijn BA en in 1966 zijn MA. Van 1964 tot 1994 doceerde hij middeleeuwse geschiedenis aan de Universiteit van Sheffield, waarna hij tot 2003 doceerde aan de Universiteit van Newcastle. In 1989 was hij gasthoogleraar aan de Universiteit van Chicago en in 2004 aan de University of California, Berkeley.

## Invloed
In 1977 publiceerde Moore The Origins of European Dissent waarin hij weerlegde dat de wederopleving van ketterij zijn oorsprong van buiten vond bij de bogomielen. Moore zocht het daarentegen bij de invloed van de Gregoriaanse hervorming. De hervormingen die orthodoxe groepen nastreefden, vonden veelal dezelfde oorsprong als die van heterodoxe groeperingen. Daarbuiten was er echter ook verzet tegen het klerikalisme waarmee de Kerk de eerder verloren gegane wereldlijke macht probeerde terug te winnen. Eerder was al betwist dat ketterij een externe oorzaak had, maar het was desondanks tot dan toe het dominante beeld. Het werk van Moore veranderde het dominante beeld en was daarmee invloedrijk.
Dat gold ook voor The Formation of a Persecuting Society dat in 1987 uitkwam, in het Nederlands als Ketters, heksen en andere zondebokken. Vervolging als middel tot macht 950-1250 vertaald, hoewel hekserij niet behandeld wordt. In dit werk draaide hij het perspectief om over wat de oorzaken van de vervolging waren. Wat de slachtoffers deden en geloofden was minder relevant dan wat de daders dreef. Hij zocht niet naar of de ketters een gevaar opleverden voor de heersende macht, maar naar wat de drijfveren waren van de vervolgers en hoe dit Europa vanaf 1100 omvormde tot een maatschappij van vervolging. Daartoe vormde deze maatschappij mechanismes en instituties waarmee afwijkende meningen onderdrukt konden worden en vormde een mentaliteit waarin de ander gedemoniseerd werd en geprobeerd werd uit te bannen. Door zo een gemeenschappelijke vijand te creëren, konden de kerkelijke en wereldlijke machten hun positie versterken en centraliseren. Dit perspectief bleek invloedrijk.:1-5
Moore was ook de algemeen redacteur van de serie Blackwell History of the World en oprichtende redacteur van de serie New Perspectives on the Past.
Moore overleed op 5 februari op 83-jarige leeftijd.

## Werken
- 1975: The Birth of Popular Heresy
- 1977: The Origins of European Dissent
- 1987: The Formation of a Persecuting Society. Power and Deviance in Western Europe, 950-1250
  - 2007: The Formation of a Persecuting Society. Authority and Deviance in Western Europe 950-1250
- 2000: The First European Revolution, c. 970-1215
- 2012: The War on Heresy. Faith and Power in Medieval Europe

### Atlassen
- 1981: The Hamlyn Historical Atlas
- 1983: The Newnes Historical Atlas
- 1992: Philip's Atlas of World History

## Fellowships
- Royal Historical Society, 1975
- Royal Asiatic Society, 1992
- Institute for Advanced Study, Universiteit van Indiana, 1995
- Medieval Academy of America, 2002